# Гуфі-Ридж (Іллінойс)
Гуфі-Ридж (англ. Goofy Ridge) — переписна місцевість (CDP) в США, в окрузі Мейсон штату Іллінойс. Населення — 210 осіб (2020).

## Географія
Гуфі-Ридж розташоване за координатами 40°23′42″ пн. ш. 89°56′27″ зх. д. / 40.39500° пн. ш. 89.94083° зх. д. (40.394896, -89.940732).  За даними Бюро перепису населення США в 2010 році переписна місцевість мала площу 3,49 км², уся площа — суходіл.

## Демографія
Згідно з переписом 2010 року, у переписній місцевості мешкало 350 осіб у 153 домогосподарствах у складі 87 родин. Густота населення становила 100 осіб/км².  Було 234 помешкання (67/км²).
Расовий склад населення:
| - 96,9 % — білих - 0,6 % — корінних американців - 0,3 % — азіатів |

До двох чи більше рас належало 2,3 %. Частка іспаномовних становила 0,9 % від усіх жителів.
За віковим діапазоном населення розподілялося таким чином: 24,9 % — особи молодші 18 років, 61,1 % — особи у віці 18—64 років, 14,0 % — особи у віці 65 років та старші. Медіана віку мешканця становила 43,9 року. На 100 осіб жіночої статі у переписній місцевості припадало 93,4 чоловіків;  на 100 жінок у віці від 18 років та старших — 103,9 чоловіків також старших 18 років.
За межею бідності перебувало 46,1 % осіб, у тому числі 83,3 % дітей у віці до 18 років та 26,1 % осіб у віці 65 років та старших.
Цивільне працевлаштоване населення становило 36 осіб. Основні галузі зайнятості: транспорт — 75,0 %, будівництво — 25,0 %.